# 王睿 (1993年8月)
王睿（1993年8月10日— ） 是中華民國臺灣的足球運動員，司職後衛，目前效力於台灣企業甲級足球聯賽台灣鋼鐵，同時也是中華台北國家足球隊的隊員，2015年擔任中華台北奧運足球隊隊長。

## 球員生涯
王睿來自花蓮縣馬太鞍部落，從國小開始接觸足球，往後先後在美崙國中、花蓮高中就讀與踢球，更在高三時入選了中華男足U18代表隊。
2015年3月12日，王睿在2018年世界盃亞洲區資格賽主場對戰汶萊時首次代表中華台北國家足球隊出賽。
2015年3月17日，在2018年世界盃亞洲區資格賽汶萊客場取得第一個國家隊進球，協助球隊進入資格賽第二輪。
2015年3月27日，代表中華台北奧運足球隊出賽2016年亞足聯U23錦標賽資格賽。
2018年台灣企業甲級足球聯賽，王睿自國訓退伍後加入了意圖奪冠的臺電足球隊。
2018年12月27日，王睿加盟港超佳聯元朗。他在2019年1月13日，首次代表元朗在聯賽上陣對戰香港飛馬（前天水圍飛馬，中華男足隊長陳柏良曾待過的俱樂部。）
2020年6月，受嚴重特殊傳染性肺炎疫情影響，2019–20年港超於2月停賽一次，又在3月二次停賽，隨著疫情走勢變化香港足總計畫在8月復賽。開始計畫復賽後，佳聯元朗、標準流浪、香港飛馬及和富大埔確定不會參與復賽，其中元朗與大埔還退出了下賽季港超，因此王睿成了自由球員，返台一度跟隨航源足球隊訓練，最終於7月底加盟台中FUTURO，將於第三循環開始征戰企甲。

## 國家隊記錄

### 出賽記錄
| 中華台北國家足球隊 | 中華台北國家足球隊 | 中華台北國家足球隊 |
| 年                 | 出場               | 入球               |
| ------------------ | ------------------ | ------------------ |
| 2015               | 5                  | 1                  |
| 2016               | 4                  | 0                  |
| 2018               | 4                  | 0                  |
| 2019               | 9                  | 0                  |
| 2023               | 2                  | 0                  |
| 總計               | 24                 | 1                  |

| 中華台北 U23 | 中華台北 U23 | 中華台北 U23 | 中華台北 U23 |
| 年度         | 出賽         | 進球         |              |
| ------------ | ------------ | ------------ | ------------ |
| 2015         | 3            | 0            |              |
| 總計         | 3            | 0            |              |

### 進球記錄
| 時間          | 地點         | 主隊 | 比分  | 客隊     | 賽事                           | 進球 | 累計進球 |
| ------------- | ------------ | ---- | ----- | -------- | ------------------------------ | ---- | -------- |
| 2015年3月17日 | 斯里巴卡旺市 |      | 0 - 2 | 中華臺北 | 2018年世界盃資格賽亞洲區第一輪 | 1    | 1        |

## 外部連結
- 王睿（页面存档备份，存于）在national-football-teams.com的球員資料